# Мамостонг-Кангрі
Мамостонг Кангрі, або Мамостанг Кангрі — найвищий пік хребта Рімо Мустаг, який є частиною Каракорума. Знаходиться на півночі  Індії поблизу спірного кордону з Пакистаном.
Альпіністи нечасто відвідують цю вершину з причини його незручного розташування в політично нестабільному регіоні. Перше сходження здійснили 13 вересня 1984 р. члени японсько-індійської експедиції: N. Yamada, K. Yoshida, R. Sharma, P. Das, i H. Chauhan.

## Історія сходжень
| Рік  | Експедиція                       | Керівник           | Маршрут                             |
| ---- | -------------------------------- | ------------------ | ----------------------------------- |
| 1984 | Індо-Японська                    | Col. B.S Sandhu    | Mamostong Glacier /M.Col/East Ridge |
| 1988 | Індійської Армії (Ladakh Scouts) | Anand Mohan Sethi  | Thangman Glacier/ East Ridge        |
| 1989 | Індійської Армії                 | M.P Yadav          | Mamostong Glacier /M.Col/East Ridge |
| 1990 | Прикордонних війьк (BSF)         | S.C Negi           | Mamostong Glacier /M.Col/East Ridge |
| 1992 | Жіноча доеверестівська           | Bachendri Pal      | Mamostong Glacier /M.Col/East Ridge |
| 1992 | Індо-австрійська                 | N. Ravi Kumar      | Mamostong Glacier /M.Col/East Ridge |
| 2007 | Індійської Армії                 | Col. Ashok Abbey   | Thangman Glacier/ East Ridge        |
| 2007 | Індо-французька                  | Chewang Motup Goba | Mamostong Glacier /M.Col/East Ridge |
| 2009 | Індійської Армії (EME)           | Maj. V.Ahlawat     | Mamostong Glacier /M.Col/East Ridge |
| 2010 | Гімалайського клубу              | P.C. Sahoo         | Mamostong Glacier /M.Col/East Ridge |